# Мирний договір між Українською СРР і Литовською Демократичною Республікою (1921)
Мирний договір між Українською СРР і Литовською Демократичною Республікою 1921 року — договір, підписаний 14 лютого 1921 року в Москві уповноваженими уряду УСРР Ф.Коном, Ю.Коцюбинським та уповноваженими уряду Литовської Демократичної Республіки (ЛДР) Ю. Балтрушайтісом, Й. Ванагасом-Сімонайтісом, Р. Йоделісом, К. Свіласом.

## Причини
Укладання договору стало можливим після утворення влітку 1919 р. незалежної ЛДР, що сталося внаслідок розпаду Російської імперії та повалення в Литві влади більшовиків за допомогою польських військ (грудень 1918 — літо 1919). Договору 1921 р. передував мирний договір між РСФРР і ЛДР від 12 липня 1920, за яким РНК РСФРР визнала м. Вільнюс і Вільнюський край невід’ємною частиною ЛДР. Проте вже у жовтні 1920 р. шляхом військової інтервенції ця територія була приєднана до Польщі.
Небезпека подальшого поневолення Польщею Литви спонукала останню зафіксувати існуючі на той час державні кордони, уклавши мирні договори з іншими державами.

## Зміст
Мирний договір з УСРР був вигідним і для РСФРР, оскільки певною мірою ставив бар’єр можливій східній експансії Польщі, яка прагнула відновити кордони Речі Посполитої 1772 року. Мирний договір визнав державну самостійність УСРР і ЛДР у межах існуючих на той час кордонів, узгоджених із державами-сусідами. Договірні сторони зобов’язувалися заборонити перебування на своїй території ворожих іншій стороні військово-політичних угруповань та здійснювати перевезення їх через свої порти, надати право оптації литовцям в Україні й українцям у Литві, повернути на батьківщину біженців Першої світової війни та майно, вивезене під час війни з Литви в Україну, обопільно амністувати громадян та оптантів кожної зісторін. УСРР і ЛДР погодилися укласти після ратифікації основного договору торговий і транзитний договори та поштово-телеграфну конвенцію, встановити дипломатичні та консульські відносини, створити спеціальну спільну комісію для врегулювання окремих питань.